# Pedro Mártir Armet
Pedro Mártir Armet (Barcelona, 1 de abril de 1770-Barcelona, 3 de abril de 1850) fue un matemático y catedrático español.

## Biografía
Aprendió en la infancia y ejerció en su juventud el oficio de mediero de seda. Durante la guerra de la Independencia, desempeñó el cargo de factor de provisiones del ejército español. Concluida la contienda, fijó su residencia en Barcelona y se dedicó al estudio de las matemáticas, en el que hizo notables progresos. Ingresó en la Real Academia de Ciencias y Artes de esa ciudad en 1816, y, por fallecimiento de Juan Gerardo Fochs, fue nombrado en 1822 profesor de los dos cursos de Matemáticas y Cosmografía, cátedra que desempeñó por espacio de veintidós años.
Para facilitar el Gobierno la instrucción de los cadetes del arma de artillería, estableció en 1827 academias en los departamentos. Abierto concurso para proveer la plaza de profesor de Matemáticas de la establecida en Barcelona, se designó a Armet. En 1836 desempeñó una cátedra de dicha asignatura en los estudios generales allí establecidos. Fue miembro de la Sociedad Económica Barcelonesa de Amigos del País y de otras corporaciones.
Falleció en esa ciudad el 3 de abril de 1850, a los 80 años de edad.